# Peripter
Peripter (grško Περίπτερος) je posebno ime za vrsto starogrškega ali rimskega templja, ki ga obdajajo stebri. Pojem se nanaša na uporabljen element za arhitekturno opredelitev zgradbe, obdane okoli zunanjosti s stebriščem (pteron) na vseh štirih straneh cele (naos), kar ustvarja štiristranske arkade (peristaze). V širšem pomenu je tudi preprosto obod zgradbe (značilen klasičen tempelj), ki je sestavljen iz stebrov. Izraz se pogosto uporablja za zgradbe v dorskem slogu.

## Opredelitev pojma
Peripter so lahko portik, kiosk ali kapela. Če je sestavljen iz štirih stebrov, je tetrastil, iz šestih heksastil, osmih oktastil, desetih dekastil in dvanajstih dodekastil. Če so stebri vgrajeni v zid namesto samostoječi, se imenuje psevdoperipter.